# Mike Will Made It
Mike Will Made It ist der Künstlername von Michael L. Williams II (* 23. März 1989 in Marietta, Georgia), einem US-amerikanischen Musikproduzenten und Rapper aus Atlanta.

## Biografie
Seinen ursprünglichen Künstlernamen Mike Will weitete er um den zweiten Teil aus, nachdem Rapper Gucci Mane 2009 seine Beteiligung beim Song Star Status mit „Mike Will made it“ verkündete.
Erstmals auf sich aufmerksam machte Mike Will 2011 mit der Produktion Tupac Back von Meek Mill, einem vielfach gecoverten Rap-Hit. Es folgten erste Mixtapes und Kollaborationen mit vielen bekannten Rap-/Hip-Hop-Musikern wie Kanye West, Lil Wayne und Dr. Dre. Zahlreiche seiner Produktionen erreichten die Charts. Ab 2013 produzierte er auch R&B- und Pop-Sängerinnen wie Rihanna, Kelly Rowland und Ciara. Seinen ersten Nummer-eins-Hit produzierte er für Miley Cyrus mit We Can’t Stop (in den britischen Charts).
Cyrus revanchierte sich mit einer Beteiligung an dem ersten eigenen Hit von Mike Will mit dem Titel 23. Im September 2013 kam er damit in die US-Charts.
Es dauerte weitere drei Jahre, bis er mit Rihanna und Nicki Minaj zwei weitere Singlehits hatte. 2017 schaffte er mit seinem Debütalbum Ransom 2 den Einstieg auf Platz 24 der US-Albumcharts. Mit zwei Albumbeteiligungen und seinem zweiten eigenen Album Creed II schaffte er es ebenfalls in die Charts.

## Diskografie
Alben
- 2017: Ransom 2
- 2018: Creed II: The Album

Mixtapes
- 2011: Est. in 1989 – Last of a Dying Breed
- 2012: Est. in 1989 Pt. 2 – Leaders of the Newschool
- 2014: Ransom
- 2017: Gotti Made-It (mit Yo Gotti)

Singles
- 2013: 23 (feat. Miley Cyrus, Wiz Khalifa & Juicy J, DE: Gold)
- 2014: Buy The World (feat. Future, Lil Wayne & Kendrick Lamar, US: Gold)
- 2014: Drinks on Us (feat. The Weeknd, Swae Lee & Future, US: Gold)
- 2016: Nothing Is Promised (mit Rihanna)
- 2016: Black Barbies (mit Nicki Minaj)
- 2017: It Takes Two (mit Lil Yachty & Carly Rae Jepsen)
- 2017: Perfect Pint (mit Kendrick Lamar, Gucci Mane & Rae Sremmurd)
- 2017: Gucci On My (feat. 21 Savage, YG & Migos, US: Platin)
- 2018: Aries (YuGo) Part 2 (feat. Big Sean, Pharrell, Quavo & Rae Sremmurd)
- 2020: Go Stupid (mit Polo G & Stunna 4 Vegas, UK: Silber)
- 2020: Pardon Me (mit Lil Yachty & Future, US: Gold)

Produktionen
- Meek Mill feat. Rick Ross – Tupac Back
- Future – Turn On the Lights
- 2 Chainz feat. Drake – No Lie
- Juicy J feat. Lil Wayne & 2 Chainz – Bandz A Make Her Dance
- Future feat. Kelly Rowland – Neva End
- Rihanna – Pour It Up
- B.o.B feat. T.I. & Juicy J – We Still in This Bitch
- Lil Wayne feat. Future & Drake – Love Me
- Juicy J feat. Big Sean & Young Jeezy – Show Out
- Ace Hood feat. Future & Rick Ross – Bugatti
- Kelly Rowland – Kisses Down Low
- Ciara – Body Party
- Rae Sremmurd – No Type
- Rae Sremmurd – Black Beatles
- Miley Cyrus – We Can’t Stop
- Kendrick Lamar – Humble
- Eminem – Fall

## Auszeichnungen für Musikverkäufe
| Goldene Schallplatte - Brasilien - 2024: für die Single Aries (YuGo) Part 2 - Schweden - 2015: für die Single 23 | Platin-Schallplatte - Brasilien - 2024: für das Lied Runnin 3× Platin-Schallplatte - Brasilien - 2024: für die Single 23 - Kanada - 2024: für die Single Go Stupid |

Anmerkung: Auszeichnungen in Ländern aus den Charttabellen bzw. Chartboxen sind in ebendiesen zu finden.
| Land/RegionAuszeichnungen für Musikverkäufe (Land/Region, Auszeichnungen, Verkäufe, Quellen) | Silber     | Gold     | Platin       | Verkäufe   | Quellen             |
| -------------------------------------------------------------------------------------------- | ---------- | -------- | ------------ | ---------- | ------------------- |
| Brasilien (PMB)                                                                              | —          | Gold1    | 4× Platin4   | 240.000    | pro-musicabr.org.br |
| Deutschland (BVMI)                                                                           | —          | Gold1    | —            | 150.000    | musikindustrie.de   |
| Kanada (MC)                                                                                  | —          | —        | 3× Platin3   | 240.000    | musiccanada.com     |
| Schweden (IFPI)                                                                              | —          | Gold1    | —            | 20.000     | Einzelnachweise     |
| Vereinigte Staaten (RIAA)                                                                    | —          | 4× Gold4 | 8× Platin8   | 10.000.000 | riaa.com            |
| Vereinigtes Königreich (BPI)                                                                 | 2× Silber2 | —        | —            | 400.000    | bpi.co.uk           |
| Insgesamt                                                                                    | 2× Silber2 | 7× Gold7 | 15× Platin15 |            |                     |